# Cyrtognatha exilima
Cyrtognatha exilima är en spindelart som beskrevs av Cândido Firmino de Mello-Leitão 1943. 
Cyrtognatha exilima ingår i släktet Cyrtognatha och familjen käkspindlar. Inga underarter finns listade i Catalogue of Life.